# Ryder Cup

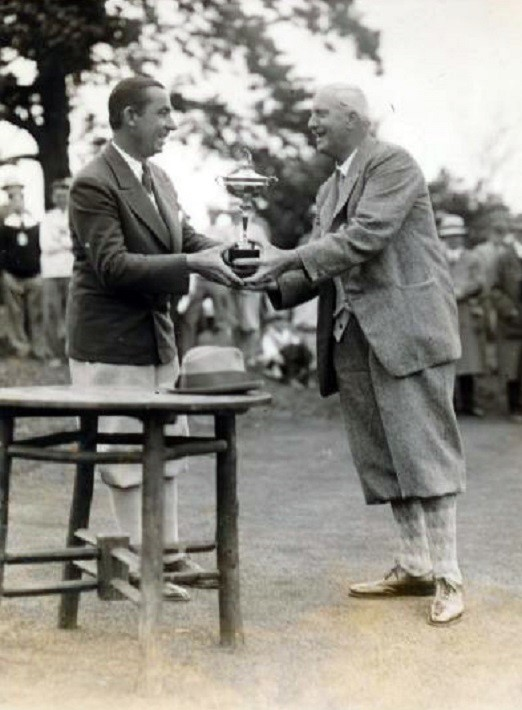
Ryder Cup

La Copa Ryder (en inglés: Ryder Cup) es un torneo bienal de golf que enfrenta a los equipos de Europa y Estados Unidos. La Ryder Cup nació en 1927 (en 1926 compitieron los equipos estadounidense y el de Gran Bretaña en el East Course del Wentworth Club en Virginia Water, Surrey, Gran Bretaña, pero no fue oficial). Después de más de 45 años de dominio estadounidense (los británicos solo ganaron el trofeo una vez entre 1935 y 1973), al equipo británico se le unieron jugadores de Irlanda en 1973, y posteriormente también jugadores del resto de Europa gracias a Severiano Ballesteros, quien convenció a las islas británicas de incluir al resto de países europeos (a partir de 1979). Esta inclusión de jugadores hizo que el torneo fuera considerablemente más competitivo. Actualmente los partidos son dirigidos conjuntamente por la USPGA y la PGA European Tour.

## Formato de juego
Los encuentros de la Copa Ryder incluyen varios partidos match play entre jugadores seleccionados por ambos equipos entre los doce jugadores que forman parte de cada uno de ellos. Actualmente, estos partidos consisten en ocho encuentros foursomes, ocho encuentros fourball y doce partidos individuales. El ganador de cada partido recibe un punto para su equipo, mientras que si se produce un empate después de los 18 hoyos, cada uno de los equipos se reparte ½ punto.
Un encuentro en formato foursomes es una competición entre dos equipos de dos golfistas cada uno. Los jugadores de cada equipo se van alternando en los golpes a lo largo del partido, siempre con la misma bola. Cada hoyo es ganado por el equipo que completa el recorrido en el menor número de golpes. En el formato de partido fourball también se establecen dos equipos de dos jugadores cada uno, pero los cuatro participantes tienen su propia bola a lo largo del recorrido, y cada hoyo es ganado por el equipo cuyo jugador emboque en el menor número de golpes. Un partido individual es el tipo de competición estándar entre dos jugadores, en el que el jugador que emboque en el menor número de golpes, se apunta el hoyo.
Los partidos tienen lugar a lo largo de tres días, normalmente desde el viernes hasta el domingo. Los dos primeros días se celebran cuatro partidos en modalidad fourball por la mañana, y otros cuatro en formato foursomes, estos últimos por la tarde. El domingo se celebran los doce partidos individuales. No todos los jugadores tienen que competir en los partidos del viernes y del sábado; el capitán de cada equipo puede seleccionar a los ocho jugadores que competirán en cada una de las cuatro rondas de esos dos días.
Cada partido ganado representa un punto, y se reparte medio punto en caso de empate. En caso de empate al final de todos los partidos, el equipo que ganó la edición precedente retiene el título.

## Fundación del torneo
Existen varias teorías de cómo surgió la idea del torneo. Un periodista, James Harnett, parece que propuso una idea similar a la USPGA el 15 de diciembre de 1920, pero no tuvo una buena acogida. La idea fue retomada por Sylvanus Germain, presidente de un club en Toledo, al año siguiente. De esta forma se celebró un torneo no oficial en 1921, ganado por 9–3 por el equipo británico, y otro en 1926, ganado también por los británicos (13½–1½). A este segundo torneo, celebrado en el East Course del Wentworth Club de Virginia Water en Surrey, asistió entre el público un comerciante de St. Albans, Samuel Ryder. Después de ver los partidos, el señor Ryder pensó que sería una buena idea hacer un torneo oficial entre ambos equipos. De esa forma nacía la Ryder Cup.
Poca gente que haya empezado a practicar el golf después de los 50 años ha dejado tan positiva impresión en la historia del golf como lo hizo Ryder. Su afición al golf comenzó como una forma de recuperarse de los problemas de salud que padecía. Al principio solicitó los servicios de un golfista profesional para que le enseñara los fundamentos del golf. Después, Ryder contrató a Abe Mitchell como su tutor privado por una cantidad de 1,000 £ al año. Ryder recibía la mayor parte de las lecciones en su casa, Marlborough House, y practicaba los golpes seis días a la semana.
A los 51 años había alcanzado un handicap de 6 y fue aceptado como miembro en el Verulam Golf Club de St. Albans en 1910. Un año después se convertía en capitán del club de golf, al igual que lo sería en 1926 y 1927. En 1923 patrocinó el Torneo Heath and Heather, que estaba abierto solo para profesionales. Uno de los golfistas que participaron en este torneo fue su amigo Abe Mitchell, quien es considerado uno de los mejores golfistas británicos de todos los tiempos.
Entre los británicos en aquel torneo de 1926, se encontraban golfistas como Abe Mitchell, George Duncan, Archie Compston, Ted Ray o Arthur Havers. Por la parte estadounidense figuraban jugadores como Walter Hagen, Tommy Armour, Jim Barnes o Al Watrous.
El primer partido oficial tuvo lugar en Massachusetts en 1927. Ryder, quien donó una copa de oro como premio al equipo ganador, unió su nombre al del torneo. La Copa Ryder se ha disputado desde entonces cada dos años, si se exceptúa el periodo entre 1939 y 1945, cuando tuvo que ser cancelada debido a la Segunda Guerra Mundial. La edición del año 2001 se aplazó para 2002, porque iba a tener lugar pocos días después de los atentados del 11 de septiembre de 2001, y el torneo pasó a celebrarse en los años pares. A su vez, la edición 2020 se aplazó para 2021 debido a la pandemia de COVID-19, por lo que el certamen volverá a jugarse en años impares.

## Ediciones controvertidas

### Copa Ryder 1969
La edición de 1969, que tuvo lugar en Royal Birkdale, es quizás una de las mejores y más competitivas en la historia del torneo (18 de los 32 partidos se decidieron en el último green). En uno de los momentos más memorables en la historia del golf, Jack Nicklaus, quien jugaba su primera Ryder Cup, concedió un golpe a Tony Jacklin desde dos pies de distancia después de haber embocado uno desde cuatro pies de distancia en el último hoyo. Nicklaus dijo: 'No pienso que vaya a fallar ese putt, pero en esas circunstancias, nunca te daría la oportunidad.' El resultado fue el primer empate en la historia del torneo, por lo que el equipo de Estados Unidos retuvo el trofeo.

### Copa Ryder 1989
Después de que ambos se acusaran de hacer trampas en el torneo de 1989 en The Belfry, la enemistad entre Severiano Ballesteros y Paul Azinger se incrementó en el torneo de 1991 en Kiawah Island. La pareja española, formada por Ballesteros y José María Olazábal, reclamó que la pareja estadounidense había cambiado la bola por otra de diferente compresión, infringiendo la regla de que no se puede cambiar la marca y el modelo de la inicialmente jugada que estaba en vigor. El jugador estadounidense negó, en un principio, haberse comportado de esa manera, aunque terminó por admitir que lo había hecho, una vez le informaron que no habría penalización al haberse realizado, la reclamación, fuera de plazo. Mientras Azinger afirmaba: «Puedo asegurar que yo no estaba intentando hacer trampas», Ballesteros respondía: «Oh, no. Romper las normas y hacer trampas son dos cosas distintas.» Azinger acusó, a su vez, a Seve de toser cuando ellos golpeaban. Estos constantes roces intensificaron su deseo de ganar, y junto con sus compañeros Olazábal y "Chip" Beck jugaron el que es considerado el mejor partido por parejas de la historia, que terminó con la victoria de los españoles por 2 & 1. Finalmente nadie fue sancionado, pero Seve Ballesteros dejaría una de las frases más recordadas de la historia de la Ryder: «El equipo estadounidense está formado por 11 buenos chicos… y Paul Azinger».

### Copa Ryder 1999
La Copa Ryder 1999, celebrada en The Country Club en Brookline, Massachusetts, es quizás la más controvertida de todas las ediciones jugadas hasta ahora. Una recuperación casi milagrosa del equipo norteamericano hizo que ganara el torneo por 14,5-13,5, después de que llegara al último día perdiendo 10-6.
La competición dio un vuelco en el hoyo 17 del partido que enfrentaba al estadounidense Justin Leonard con el español José María Olazábal. Leonard, quien iba 1 arriba del español, necesitaba ganar uno de los dos hoyos que restaban para empatar con el español y sellar de esa forma el triunfo estadounidense. Después del segundo golpe de Olazábal, su bola se quedó a una distancia de unos 6,6 metros (22 pies) en ese hoyo, de par 4. Leonard golpeó su bola y vio cómo después de quedarse a unos 3 m (10 pies), su bola rodaba alejándose del hoyo, dejándole la opción de birdie a una distancia de unos 13,5 m (45 pies). Aunque embocar un golpe de estas características era difícil, Leonard ya había acertado putts de 7,5 m (25 pies) y de 10,5 m (35 pies) a lo largo del recorrido. Leonard embocó el putt, y entonces los jugadores estadounidenses, sus esposas y algunos aficionados saltaron al green a celebrarlo. Olazábal sabía que si embocaba el putt, lograría prolongar el partido (empataría el hoyo con ese birdie y Leonard seguiría uno arriba con dos hoyos por jugar), mientras que, si fallaba, la victoria iría para los estadounidenses, ya que el partido estaría 2 arriba para Leonard a falta de dos hoyos y el equipo norteamericano se aseguraría el empate (los estadounidenses necesitaban 14,5 puntos para ganar el torneo debido a la victoria europea de 1997, y les bastaba un empate en ese partido para alcanzar dichos 14,5 puntos). Olazábal intentó concentrarse en el golpe, pero falló el putt, con lo que la victoria fue al equipo norteamericano.
A pesar de que no se incumplió ninguna norma en la celebración por parte del equipo norteamericano, el golf es considerado «el juego de los caballeros», y existen una serie de códigos no escritos, los cuales fueron ignorados, según aseguraron los jugadores europeos, ya que los estadounidenses celebraron la victoria antes del golpe de Olazábal y de esta manera dificultaron su concentración. En días posteriores al torneo, gran parte de los miembros del equipo norteamericano pidieron perdón por su comportamiento, y se produjeron numerosos intentos por parte de los dos equipos de rebajar la tensión provocada después del torneo.

## Resultados
| Año  | Sede                                                     | Equipo ganador | Resultado | Resultado | Equipo perdedor      |
| ---- | -------------------------------------------------------- | -------------- | --------- | --------- | -------------------- |
| 1927 | Worcester CC, Worcester, Massachusetts                   | Estados Unidos | 9½        | 2½        | Gran Bretaña         |
| 1929 | Moortown GC, Leeds                                       | Gran Bretaña   | 7         | 5         | Estados Unidos       |
| 1931 | Scioto CC, Columbus, Ohio                                | Estados Unidos | 9         | 3         | Gran Bretaña         |
| 1933 | Southport & Ainsdale GC, Southport                       | Gran Bretaña   | 6½        | 5½        | Estados Unidos       |
| 1935 | Ridgewood CC, Paramus, Nueva Jersey                      | Estados Unidos | 9         | 3         | Gran Bretaña         |
| 1937 | Southport & Ainsdale GC, Southport                       | Estados Unidos | 8         | 4         | Gran Bretaña         |
| 1947 | Portland GC, Portland, Oregón                            | Estados Unidos | 11        | 1         | Gran Bretaña         |
| 1949 | Ganton GC, Scarborough                                   | Estados Unidos | 7         | 5         | Gran Bretaña         |
| 1951 | Pinehurst Resort, Pinehurst, North Carolina              | Estados Unidos | 9½        | 2½        | Gran Bretaña         |
| 1953 | Wentworth Club, Virginia Water, Surrey                   | Estados Unidos | 6½        | 5½        | Gran Bretaña         |
| 1955 | Thunderbird CC, Rancho Mirage, California                | Estados Unidos | 8         | 4         | Gran Bretaña         |
| 1957 | Lindrick GC, Rotherham                                   | Gran Bretaña   | 7½        | 4½        | Estados Unidos       |
| 1959 | Eldorado CC, Indian Wells, California                    | Estados Unidos | 8½        | 3½        | Gran Bretaña         |
| 1961 | Royal Lytham & St Annes, Lytham St Annes                 | Estados Unidos | 14½       | 9½        | Gran Bretaña         |
| 1963 | Atlanta Athletic Club, Atlanta, Georgia                  | Estados Unidos | 23        | 9         | Gran Bretaña         |
| 1965 | Royal Birkdale, Southport                                | Estados Unidos | 19½       | 12½       | Gran Bretaña         |
| 1967 | Champions GC, Houston, Texas                             | Estados Unidos | 23½       | 8½        | Gran Bretaña         |
| 1969 | Royal Birkdale, Southport                                | Estados Unidos | 16        | 16        | Gran Bretaña         |
| 1971 | Old Warson CC, St. Louis, Missouri                       | Estados Unidos | 18½       | 13½       | Gran Bretaña         |
| 1973 | Muirfield Links, Gullane, East Lothian                   | Estados Unidos | 19        | 13        | Gran Bretaña Irlanda |
| 1975 | Laurel Valley GC, Ligonier, Pensilvania                  | Estados Unidos | 21        | 11        | Gran Bretaña Irlanda |
| 1977 | Royal Lytham & St Annes, Lytham St Annes                 | Estados Unidos | 12½       | 7½        | Gran Bretaña Irlanda |
| 1979 | The Greenbrier, White Sulphur Springs, West Virginia     | Estados Unidos | 17        | 11        | Europa               |
| 1981 | Walton Heath GC, Walton-on-the-Hill, Surrey              | Estados Unidos | 18½       | 9½        | Europa               |
| 1983 | PGA National GC, Palm Beach Gardens, Florida             | Estados Unidos | 14½       | 13½       | Europa               |
| 1985 | The Belfry, Sutton Coldfield                             | Europa         | 16½       | 11½       | Estados Unidos       |
| 1987 | Muirfield Village GC, Dublin, Ohio                       | Europa         | 15        | 13        | Estados Unidos       |
| 1989 | The Belfry, Sutton Coldfield                             | Europa         | 14        | 14        | Estados Unidos       |
| 1991 | Kiawah Island Golf Resort, Kiawah Island, South Carolina | Estados Unidos | 14½       | 13½       | Europa               |
| 1993 | The Belfry, Sutton Coldfield                             | Estados Unidos | 15        | 13        | Europa               |
| 1995 | Oak Hill CC, Rochester, Nueva York                       | Europa         | 14½       | 13½       | Estados Unidos       |
| 1997 | Club de Golf Valderrama, Sotogrande                      | Europa         | 14½       | 13½       | Estados Unidos       |
| 1999 | The Country Club, Chestnut Hill, Massachusetts           | Estados Unidos | 14½       | 13½       | Europa               |
| 2002 | The Belfry, Sutton Coldfield                             | Europa         | 15½       | 12½       | Estados Unidos       |
| 2004 | Oakland Hills Country Club, Bloomfield Hills, Míchigan   | Europa         | 18½       | 9½        | Estados Unidos       |
| 2006 | The K Club, Straffan, Kildare                            | Europa         | 18½       | 9½        | Estados Unidos       |
| 2008 | Valhalla GC, Louisville, Kentucky                        | Estados Unidos | 16½       | 11½       | Europa               |
| 2010 | Celtic Manor Resort, Newport                             | Europa         | 14½       | 13½       | Estados Unidos       |
| 2012 | Medinah CC, Medinah, Illinois                            | Europa         | 14½       | 13½       | Estados Unidos       |
| 2014 | Gleneagles, Auchterarder                                 | Europa         | 16½       | 11½       | Estados Unidos       |
| 2016 | Hazeltine National GC, Chaska, Minnesota                 | Estados Unidos | 17        | 11        | Europa               |
| 2018 | Le Golf National, Versalles, París                       | Europa         | 17½       | 10½       | Estados Unidos       |
| 2021 | Whistling Straits, Sheboygan, Wisconsin                  | Estados Unidos | 19        | 9         | Europa               |
| 2023 | Marco Simone Golf and Country Club, Guidonia Montecelio  | Europa         | 16½       | 11½       | Estados Unidos       |
| 2025 | Bethpage Black Course, Farmingdale, Nueva York           |                |           |           |                      |

Notas
- La edición de 1963 fue organizada por el Atlanta Athletic Club en su sitio original en Atlanta, no en el que ocupa actualmente en el suburbio de Johns Creek. En 1967, el AAC vendió su propiedad en el centro de Atlanta y su campo de golf para financiar su mudanza a la ubicación de Johns Creek. El campo de golf AAC original es ahora el sitio del East Lake Golf Club.
- Las ediciones de 1969 y 1989 terminaron en empate, por lo que los ganadores de las ediciones anteriores retuvieron el trofeo.

## Victorias totales
| Años      |                |    |   |                      | Empates |
| --------- | -------------- | -- | - | -------------------- | ------- |
| 1927-1971 | Estados Unidos | 15 | 3 | Gran Bretaña         | 1       |
| 1973-1977 | Estados Unidos | 3  | 0 | Gran Bretaña Irlanda | 0       |
| 1979-2023 | Europa         | 12 | 9 | Estados Unidos       | 1       |

## Histórico: Capitanes de equipo (orden alfabético por apellido)
| Años                 | Capitanes europeos  |  | Años                     | Capitanes estadounidenses |
| -------------------- | ------------------- |  | ------------------------ | ------------------------- |
| 1997                 | Seve Ballesteros    |  | 2008                     | Paul Azinger              |
| 2018                 | Thomas Björn        |  | 1961                     | Jerry Barber              |
| 1969, 71             | Eric Brown          |  | 1957, 73                 | Jack Burke Jr.            |
| 2016                 | Darren Clarke       |  | 1979                     | Billy Casper              |
| 1947, 53             | Sir Henry Cotton    |  | 1999                     | Ben Crenshaw              |
| 1929                 | George Duncan       |  | 1977                     | Dow Finsterwald           |
| 2008                 | Sir Nick Faldo      |  | 1989                     | Raymond Floyd             |
| 1963                 | John Fallon         |  | 2018                     | Jim Furyk                 |
| 1991, 93, 95         | Bernard Gallacher   |  | 1927, 29, 31, 33, 35, 37 | Walter Hagen              |
| 1977                 | Brian Huggett       |  | 1955                     | Chick Harbert             |
| 1973, 75             | Bernard Hunt        |  | 1971                     | Jay Herbert               |
| 1983, 85, 87, 89     | Tony Jacklin        |  | 1947, 49, 67             | Ben Hogan                 |
| 1979, 81             | John Jacobs         |  | 1997                     | Tom Kite                  |
| 1999                 | Mark James          |  | 2006                     | Tom Lehman                |
| 1951                 | Arthur Lacey        |  | 2012, 16                 | Davis Love III            |
| 2004                 | Bernhard Langer     |  | 1953                     | Lloyd Mangrum             |
| 2014                 | Paul McGinley       |  | 1981                     | Dave Marr                 |
| 2010                 | Colin Montgomerie   |  | 1965                     | Byron Nelson              |
| 2012                 | José María Olazábal |  | 1983, 87                 | Jack Nicklaus             |
| 1927                 | Ted Ray             |  | 1963, 75                 | Arnold Palmer             |
| 1955, 57, 59, 61, 67 | Dai Rees            |  | 2010                     | Corey Pavin               |
| 1933                 | J H Taylor          |  | 1951, 59, 69             | Sam Snead                 |
| 2002                 | Sam Torrance        |  | 1991                     | Dave Stockton             |
| 1965                 | Harry Weetman       |  | 2002                     | Curtis Strange            |
| 1931, 35, 37, 49     | Charles Whitcombe   |  | 2004                     | Hal Sutton                |
| 2006                 | Ian Woosnam         |  | 1985                     | Lee Trevino               |
|                      |                     |  | 1995                     | Lanny Wadkins             |
|                      |                     |  | 1993, 2014               | Tom Watson                |

## Histórico: Jugadores estadounidenses (orden alfabético por apellido)
| Años                                               | Jugadores estadounidenses |
| -------------------------------------------------- | ------------------------- |
| 1969, 73                                           | Tommy Aaron               |
| 1949, 51                                           | Skip Alexander            |
| 1989, 91, 93, 2002                                 | Paul Azinger              |
| 1955, 61                                           | Jerry Barber              |
| 1969, 71                                           | Miller Barber             |
| 1947                                               | Herman Barron             |
| 1979, 87                                           | Andy Bean                 |
| 1969, 71                                           | Frank Beard               |
| 1989, 91, 93                                       | Chip Beck                 |
| 1973                                               | Homero Blancas            |
| 1955, 57                                           | Tommy Bolt                |
| 1950, 59, 63, 65, 67                               | Julius Boros              |
| 2012, 14                                           | Keegan Bradley            |
| 1967, 73                                           | Gay Brewer                |
| 1931, 33                                           | Billy Burke               |
| 1951, 53, 55, 57, 59                               | Jack Burke Jr.            |
| 1953                                               | Walter Burkemo            |
| 1987, 89, 91, 2002                                 | Mark Calcavecchia         |
| 2004, 06, 08                                       | Chad Campbell             |
| 1961, 63, 65, 67, 69, 71, 73, 75                   | Billy Casper              |
| 2002, 04, 06, 08                                   | Stewart Cink              |
| 1961                                               | Bill Collins              |
| 1971                                               | Charles Coody             |
| 1993                                               | John Cook                 |
| 1989, 91, 93, 95, 97                               | Fred Couples              |
| 1931                                               | Wilfred Cox               |
| 1981, 83, 87                                       | Ben Crenshaw              |
| 2008                                               | Ben Curtis                |
| 2018                                               | Bryson DeChambeau         |
| 1947, 49, 51                                       | Jimmy Demaret             |
| 1967, 71                                           | Gardner Dickinson         |
| 1927, 29, 31, 33                                   | Leo Diegel                |
| 2004, 06                                           | Chris DiMarco             |
| 1953                                               | Dave Douglas              |
| 1969                                               | Dale Douglass             |
| 1929, 33, 37                                       | Ed Dudley                 |
| 2012                                               | Jason Dufner              |
| 1933, 35                                           | Olin Dutra                |
| 1999, 2002                                         | David Duval               |
| 1979                                               | Lee Elder                 |
| 1927, 29, 31                                       | Al Espinosa               |
| 1927, 29, 31                                       | Johnny Farrell            |
| 1995, 97                                           | Brad Faxon                |
| 2018                                               | Tony Finau                |
| 1957, 59, 61, 63                                   | Dow Finsterwald           |
| 1969, 75, 77, 81, 83, 85, 91, 93                   | Raymond Floyd             |
| 1955, 57, 59, 61                                   | Doug Ford                 |
| 2012, 14, 16, 18                                   | Rickie Fowler             |
| 2004                                               | Fred Funk                 |
| 1957                                               | Ed Furgol                 |
| 1955                                               | Marty Furgol              |
| 1997, 99, 2002, 04, 06, 08, 10, 12, 14             | Jim Furyk                 |
| 1993                                               | Jim Gallagher Jr.         |
| 1967, 75                                           | Al Geiberger              |
| 1983                                               | Bob Gilder                |
| 1963                                               | Bob Goalby                |
| 1927, 29                                           | Johnny Golden             |
| 1973, 75, 77                                       | Lou Graham                |
| 1977, 79, 85                                       | Hubert Green              |
| 1989                                               | Ken Green                 |
| 1937                                               | Ralph Guldahl             |
| 1983, 95, 2004                                     | Jay Haas                  |
| 1953                                               | Fred Haas Jr.             |
| 1927, 29, 31, 33, 35                               | Walter Hagen              |
| 1949                                               | Bob Hamilton              |
| 1949, 55                                           | Chick Harbert             |
| 1955                                               | Chandler Harper           |
| 1947, 49, 51                                       | Dutch Harrison            |
| 1957                                               | Fred Hawkins              |
| 1979                                               | Mark Hayes                |
| 1949, 51                                           | Clayton Heafner           |
| 1959, 61                                           | Jay Hebert                |
| 1957                                               | Lionel Hebert             |
| 2006                                               | J.J. Henry                |
| 1969, 73, 77                                       | Dave Hill                 |
| 1997, 2002                                         | Scott Hoch                |
| 1947, 51                                           | Ben Hogan                 |
| 2008, 16                                           | J.B. Holmes               |
| 1975, 77, 79, 81, 91                               | Hale Irwin                |
| 1965                                               | Tommy Jacobs              |
| 1985, 95                                           | Peter Jacobsen            |
| 1965, 77                                           | Don January               |
| 1993, 97                                           | Lee Janzen                |
| 2010, 12, 16, 18                                   | Dustin Johnson            |
| 2006, 10, 12, 14, 16                               | Zach Johnson              |
| 1947                                               | Herman Keiser             |
| 2008                                               | Anthony Kim               |
| 1979, 81, 83, 85, 87, 89, 93                       | Tom Kite                  |
| 2016, 18                                           | Brooks Koepka             |
| 1953, 55, 57                                       | Ted Kroll                 |
| 2010, 12, 14, 16                                   | Matt Kuchar               |
| 1935                                               | Ky Laffon                 |
| 1995, 97, 99                                       | Tom Lehman                |
| 1963, 65                                           | Tony Lema                 |
| 1997, 99, 2008                                     | Justin Leonard            |
| 1991                                               | Wayne Levi                |
| 1981                                               | Bruce Lietzke             |
| 1961, 63, 65, 67, 69, 71, 75                       | Gene Littler              |
| 1993, 95, 97, 99, 2002, 04                         | Davis Love III            |
| 1995, 97, 99                                       | Jeff Maggert              |
| 1979                                               | John Mahaffey             |
| 2008, 10, 14                                       | Hunter Mahan              |
| 1937                                               | Tony Manero               |
| 1947, 49, 51, 53                                   | Lloyd Mangrum             |
| 1965                                               | Dave Marr                 |
| 1963                                               | Billy Maxwell             |
| 1957                                               | Dick Mayer                |
| 1989                                               | Mark McCumber             |
| 1977                                               | Jerry McGee               |
| 1927                                               | Bill Mehlhorn             |
| 1995, 97, 99, 2002, 04, 06, 08, 10, 12, 14, 16, 18 | Phil Mickelson            |
| 1953, 55, 59                                       | Cary Middlecoff           |
| 1975, 81                                           | Johnny Miller             |
| 1987                                               | Larry Mize                |
| 2016                                               | Ryan Moore                |
| 1979, 83                                           | Gil Morgan                |
| 1975                                               | Bob Murphy                |
| 1937, 47                                           | Byron Nelson              |
| 1979, 81, 87                                       | Larry Nelson              |
| 1967                                               | Bobby Nichols             |
| 1969, 71, 73, 75, 77, 81                           | Jack Nicklaus             |
| 1985                                               | Andy North                |
| 1985, 89, 91, 97, 99                               | Mark O'Meara              |
| 1947, 51, 53                                       | Ed Oliver                 |
| 1961, 63, 65, 67, 71, 73                           | Arnold Palmer             |
| 1949                                               | Johnny Palmer             |
| 1935                                               | Sam Parks                 |
| 1981                                               | Jerry Pate                |
| 1991, 99                                           | Steve Pate                |
| 1991, 93, 95                                       | Corey Pavin               |
| 1983, 85                                           | Calvin Peete              |
| 2004, 08                                           | Kenny Perry               |
| 1935, 37                                           | Henry Picard              |
| 1987                                               | Dan Pohl                  |
| 1963, 65, 67                                       | Johnny Pott               |
| 1963                                               | Dave Ragan                |
| 1951                                               | Henry Ransom              |
| 2014, 16, 18                                       | Patrick Reed              |
| 1935, 37                                           | Johnny Revolta            |
| 2004                                               | Chris Riley               |
| 1973                                               | Chi Chi Rodriguez         |
| 1995                                               | Loren Roberts             |
| 1981                                               | Bill Rogers               |
| 1959                                               | Bob Rosburg               |
| 1971                                               | Mason Rudolph             |
| 1933, 35                                           | Paul Runyan               |
| 1967                                               | Don Sanders               |
| 1927, 29, 31, 33, 35, 37                           | Gene Sarazen              |
| 1931, 33, 37                                       | Denny Shute               |
| 1969                                               | Dan Sikes                 |
| 1987                                               | Scott Simpson             |
| 2012, 14, 18                                       | Webb Simpson              |
| 1929, 31, 33, 35, 37                               | Horton Smith              |
| 1971, 73, 75                                       | J.C. Snead                |
| 1937, 47, 49, 51, 53, 55, 59                       | Sam Snead                 |
| 2012, 16                                           | Brandt Snedeker           |
| 1977                                               | Ed Sneed                  |
| 1959, 61                                           | Mike Souchak              |
| 2014, 16, 18                                       | Jordan Spieth             |
| 1983, 85                                           | Craig Stadler             |
| 1987, 89, 91, 93, 99                               | Payne Stewart             |
| 1969                                               | Ken Still                 |
| 1971, 77                                           | Dave Stockton             |
| 1983, 85, 87, 89, 95                               | Curtis Strange            |
| 2008, 10, 12                                       | Steve Stricker            |
| 1985, 87, 99, 2002                                 | Hal Sutton                |
| 2006                                               | Vaughn Taylor             |
| 2018                                               | Justin Thomas             |
| 2002, 04, 06                                       | David Toms                |
| 1969, 71, 73, 75, 79, 81                           | Lee Trevino               |
| 1953                                               | Jim Turnesa               |
| 1927, 29                                           | Joe Turnesa               |
| 1965                                               | Ken Venturi               |
| 2002, 06                                           | Scott Verplank            |
| 1977, 79, 83, 85, 87, 89, 91, 93                   | Lanny Wadkins             |
| 2014, 16                                           | Jimmy Walker              |
| 1957, 59, 61                                       | Art Wall                  |
| 1927, 29                                           | Al Watrous                |
| 2010, 12, 14, 18                                   | Bubba Watson              |
| 1977, 81, 83, 89                                   | Tom Watson                |
| 2008                                               | Boo Weekley               |
| 1973, 75                                           | Tom Weiskopf              |
| 2006                                               | Brett Wetterich           |
| 1931, 33, 35                                       | Craig Wood                |
| 1997, 99, 2002, 04, 06, 10, 12, 18                 | Tiger Woods               |

## Histórico: Jugadores europeos (orden alfabético por apellido)
| Años                                         | Jugadores europeos   |
| -------------------------------------------- | -------------------- |
| 1947, 49, 51, 53                             | Jimmy Adams          |
| 1929, 31, 33, 35, 37                         | Percy Alliss         |
| 1953, 57, 59, 61, 63, 65, 67, 69             | Peter Alliss         |
| 1993                                         | Peter Baker          |
| 1979, 83, 85, 87, 89, 91, 93, 95             | Seve Ballesteros     |
| 1971                                         | Harry Bannerman      |
| 1969, 71, 73, 75, 77, 79                     | Brian Barnes         |
| 1969, 71, 73, 75                             | Maurice Bembridge    |
| 1997, 2002, 14                               | Thomas Bjørn         |
| 1927, 29                                     | Aubrey Boomer        |
| 1949, 51, 55, 57, 59, 61                     | Ken Bousfield        |
| 1967                                         | Hugh Boyle           |
| 1953, 55, 57                                 | Harry Bradshaw       |
| 1987, 89                                     | Gordon Brand Jr.     |
| 1983                                         | Gordon Brand Sr.     |
| 1991                                         | Paul Broadhurst      |
| 1953, 55, 57, 59                             | Eric Brown           |
| 1977, 79, 83, 85, 87                         | Ken Brown            |
| 1935, 37, 49                                 | Richard Burton       |
| 1935                                         | Jack Busson          |
| 1965, 69, 71, 73                             | Peter Butler         |
| 2016                                         | Rafael Cabrera-Bello |
| 1981, 83, 85, 89                             | José María Cañizares |
| 2004, 06, 08, 18                             | Paul Casey           |
| 1969                                         | Alex Caygill         |
| 1973                                         | Clive Clark          |
| 1977, 81, 85, 87, 89, 95                     | Howard Clark         |
| 1997, 99, 2002, 04, 06                       | Darren Clarke        |
| 1961, 63, 65, 67, 69, 71, 73, 77             | Neil Coles           |
| 2012                                         | Nicolas Colsaerts    |
| 1999                                         | Andrew Coltart       |
| 1927, 29, 31                                 | Archie Compston      |
| 1929, 37, 47                                 | Henry Cotton         |
| 1935, 37                                     | Bill Cox             |
| 1947, 49, 51, 53                             | Fred Daly            |
| 1975, 77, 81, 87                             | Eamonn Darcy         |
| 1931, 33                                     | William Davis        |
| 1977                                         | Peter Dawson         |
| 2004, 06, 10, 12                             | Luke Donald          |
| 2014                                         | Jamie Donaldson      |
| 1959                                         | Norman Drew          |
| 2014                                         | Victor Dubuisson     |
| 1927, 29, 31                                 | George Duncan        |
| 1931, 33                                     | Syd Easterbrook      |
| 1977, 79, 81, 83, 85, 87, 89, 91, 93, 95, 97 | Nick Faldo           |
| 1955                                         | John Fallon          |
| 2002                                         | Niclas Fasth         |
| 1947, 49, 51, 53, 57                         | Max Faulkner         |
| 1991                                         | David Feherty        |
| 2016                                         | Matthew Fitzpatrick  |
| 2018                                         | Tommy Fleetwood      |
| 2002                                         | Pierre Fulke         |
| 1969, 71, 73, 75, 77, 79, 81, 83             | Bernard Gallacher    |
| 2014                                         | Stephen Gallacher    |
| 1999, 2002, 04, 06, 08, 12, 14, 16, 18       | Sergio García        |
| 1971, 73                                     | John Garner          |
| 1979                                         | Antonio Garrido      |
| 1997                                         | Ignacio Garrido      |
| 1991, 95                                     | David Gilford        |
| 1967                                         | Malcolm Gregson      |
| 1993                                         | Joakim Haeggman      |
| 1961, 63                                     | Tom Haliburton       |
| 2008                                         | Soren Hansen         |
| 2010, 12                                     | Peter Hanson         |
| 1999, 2002, 04, 06, 08                       | Padraig Harrington   |
| 2018                                         | Tyrrell Hatton       |
| 1927, 31, 33                                 | Arthur Havers        |
| 1965                                         | Jimmy Hitchcock      |
| 1931                                         | Bert Hodson          |
| 1975, 77                                     | Tommy Horton         |
| 2004, 06                                     | David Howell         |
| 1963, 67, 69, 71, 73, 75                     | Brian Hugget         |
| 1953, 57, 59, 61, 63, 65, 67, 69             | Bernard Hunt         |
| 1963                                         | Geoffrey Hunt        |
| 1975                                         | Guy Hunt             |
| 1967, 69, 71, 73, 75, 77, 79                 | Tony Jacklin         |
| 1955                                         | John Jacobs          |
| 1977, 79, 81, 89, 91, 93, 95                 | Mark James           |
| 1935                                         | Edward Jarman        |
| 1999, 2004, 08                               | Miguel Ángel Jiménez |
| 1995, 97                                     | Per-Ulrik Johansson  |
| 1927                                         | Herbert Jolly        |
| 2006, 08                                     | Robert Karlsson      |
| 2010, 12, 14, 16                             | Martin Kaymer        |
| 1979                                         | Michael King         |
| 1937, 47, 49                                 | Sam King             |
| 1933, 37                                     | Arthur Lacey         |
| 1993                                         | Barry Lane           |
| 1981, 83, 85, 87, 89, 91, 93, 95, 97, 2002   | Bernhard Langer      |
| 1999, 2012                                   | Paul Lawrie          |
| 1947, 49, 51, 55                             | Arthur Lees          |
| 2004                                         | Thomas Levet         |
| 1979, 81, 83, 85, 87                         | Sandy Lyle           |
| 1965                                         | Jimmy Martin         |
| 2008, 10, 12, 14                             | Graeme McDowell      |
| 2002, 04, 06                                 | Paul McGinley        |
| 2010, 12, 14, 16, 18                         | Rory McIlroy         |
| 1957                                         | Peter Mills          |
| 1929, 31, 33                                 | Abe Mitchell         |
| 1961                                         | Ralph Moffitt        |
| 2010                                         | Edoardo Molinari     |
| 2010, 12, 18                                 | Francesco Molinari   |
| 1991, 93, 95, 97, 99, 2002, 04, 06           | Colin Montgomerie    |
| 2018                                         | Alex Norén           |
| 1975, 89                                     | Christy O'Connor Jr. |
| 1955, 57, 59, 61, 63, 65, 67, 69, 71, 73     | Christy O'Connor Sr. |
| 1975                                         | John O'Leary         |
| 1987, 89, 91, 93, 97, 99, 2006               | José María Olazábal  |
| 2018                                         | Thorbjørn Olesen     |
| 1971, 73, 75, 77, 79, 81                     | Peter Oosterhuis     |
| 1933, 35, 37                                 | Alf Padgham          |
| 1951, 53, 61                                 | John Panton          |
| 1997, 99, 2002                               | Jesper Parnevik      |
| 1933, 35, 37                                 | Alf Perry            |
| 2016                                         | Thomas Pieters       |
| 1981, 85                                     | Manuel Piñero        |
| 1965                                         | Lionel Platts        |
| 1973                                         | Eddie Pollard        |
| 2004, 08, 10, 12, 14, 18                     | Ian Poulter          |
| 2002                                         | Phillip Price        |
| 1989                                         | Ronan Rafferty       |
| 2018, 21, 23                                 | Jon Rahm             |
| 1927                                         | Ted Ray              |
| 1937, 47, 49, 51, 53, 55, 57, 59, 61         | Dai Rees             |
| 1991                                         | Steven Richardson    |
| 1985, 87                                     | José Rivero          |
| 1927, 29, 31                                 | Fred Robson          |
| 1993, 95, 97                                 | Costantino Rocca     |
| 2008, 12, 14, 16, 18                         | Justin Rose          |
| 1999                                         | Jarmo Sandelin       |
| 1955                                         | Syd Scott            |
| 1979, 81                                     | Des Smyth            |
| 2006, 08, 14, 16, 18                         | Henrik Stenson       |
| 2016                                         | Andy Sullivan        |
| 1959, 63, 65, 67                             | Dave Thomas          |
| 1981, 83, 85, 87, 89, 91, 93, 95             | Sam Torrance         |
| 1969, 71                                     | Peter Townsend       |
| 1999                                         | Jean Vande Velde     |
| 1983                                         | Brian Waites         |
| 1995                                         | Philip Walton        |
| 1947, 49, 51                                 | Charles Ward         |
| 1983, 85                                     | Paul Way             |
| 1951, 53, 55, 57, 59, 61, 63                 | Harry Weetman        |
| 1997, 99, 2002, 04, 06, 08, 10, 12, 14, 16   | Lee Westwood         |
| 1927, 29, 31, 33, 35, 37                     | Charles Whitcombe    |
| 1929, 31, 35                                 | Ernest Whitcombe     |
| 1935                                         | Reg Whitcombe        |
| 1963, 65, 67                                 | George Will          |
| 2016                                         | Danny Willett        |
| 2008                                         | Oliver Wilson        |
| 2016                                         | Chris Wood           |
| 1975                                         | Norman Wood          |
| 1983, 85, 87, 89, 91, 93, 95, 97             | Ian Woosnam          |

## Otros eventos similares
- Copa Solheim - El equivalente de la Copa Ryder, para mujeres, siguiendo su mismo formato. Se juega los años en que no se juega la Ryder Cup.
- Copa de Presidentes - Evento masculino que tiene lugar los años impares, con el mismo formato que la Ryder, excepto que los contrincantes son un equipo de jugadores americanos y un equipo de jugadores internacionales cuya nacionalidad les impide jugar la Ryder Cup.
- Walker Cup - Torneo masculino para jugadores no profesionales. Este torneo no sigue el formato de Estados Unidos contra Europa, sino que el equipo americano se enfrenta a una selección de jugadores de Gran Bretaña e Irlanda.
- Curtis Cup - Torneo femenino para jugadoras no profesionales, análogo a la Walker Cup.
- Lexus Cup - Torneo femenino anual para profesionales que enfrenta a jugadoras asiáticas contra jugadoras del resto del mundo. Se jugó entre 2005 y 2008.
- UBS Cup - Torneo masculino similar a la Copa Ryder o a la Copa Presidentes. Un equipo de jugadores de Estados Unidos se enfrenta a una selección de jugadores del resto del mundo. Seis jugadores de cada equipo deben ser mayores de 50 años, y los otros seis deben de tener entre 40 y 49 años. La última edición del torneo fue en 2004.
- Seve Trophy - Torneo masculino para jugadores profesionales europeos, creado por Severiano Ballesteros, que enfrenta a una selección de jugadores de Gran Bretaña e Irlanda contra una selección de jugadores del resto de Europa. La última edición del torneo fue en 2013.
- Tommy Bahama Challenge - Torneo masculino anual para profesionales, organizado por el U.S. PGA Tour, que enfrenta a una selección de jugadores americanos con una selección de jugadores del resto del mundo, todos ellos no mayores de 30 años. Se jugó solo en dos ocasiones (2004 y 2005).
- Palmer Cup/Arnold Palmer Cup - Torneo anual entre golfistas universitarios de Estados Unidos y Europa. Desde 2018 se disputa entre un equipo de Estados Unidos y otro internacional que representa al resto del mundo.
- Chrysler Cup - Antiguo torneo anual que enfrentaba a jugadores profesionales de Estados Unidos contra jugadores del resto del mundo. La última edición del torneo fue en 1995.
- The Royal Trophy - Torneo anual entre jugadores de Asia y jugadores de Europa. La primera edición tuvo lugar en el Amata Spring Country Club, en Bangkok, en el mes de enero de 2006. Seve Ballesteros capitaneó al equipo europeo hasta la victoria por 9-7 en la edición inaugural frente al equipo asiático, capitaneado por Masahiro Kuramoto. El trofeo fue donado por Su Majestad Bhumibol Adulyadej, rey de Tailandia. La última edición del torneo fue en 2013.